# ويليام إس. بروك
ويليام إس. بروك (بالإنجليزية: William Brock)‏ هو طيار أمريكي، ولد في 1895، وتوفي في 13 نوفمبر 1932.